# イーム
北欧神話において、イーム（ImまたはImr）は、霜の巨人で、ヴァフスルーズニルの息子である。『古エッダ』からの詩『ヴァフスルーズニルの言葉』の第5スタンザによると。
「それからオーディンは知恵を試すべく向かった、
全知の巨人［ヴァフスルーズニル］の知恵を。
イームの父の所有する館の玄関にオーディンは来た、
オーディンは中に入っていった。」
イーム（Im）はさらに、スノッリ・ストゥルルソンによる『スノッリのエッダ』の『詩語法』の部において、巨人の一覧に名が挙げられている。